# O lesie (singel)
O lesie – drugi singel Nosowskiej i ostatni utwór z szóstego albumu pt. 8. Piosenka towarzyszyła kampanii społecznej „Natura 2000. Poczuj to!”, której Katarzyna Nosowska została ambasadorką.

## Tekst
Katarzyna Nosowska: „Pisząc tekst, myślałam, jak w sposób niebanalny i niewulgarny podjąć temat silnego przyciągania się dwojga ludzi na poziomie erotycznym. Kontakt z przyrodą jest dla mnie szalenie istotny, czuję się prawdziwie oszołomiona jej urodą i pewnie dlatego pożądanie i namiętność opisałam, używając porównań i przenośni czerpanych garściami wprost z lasu…”.

## Wykonawcy
- Katarzyna Nosowska – śpiew, tekst
- Marcin Macuk – kompozycja; instrumenty: gitara akustyczna, gitara elektryczna, bas, fortepian, czelesta, instrumenty perkusyjne, tamburyn, shaker, komputerowe i dodatkowe efekty dźwiękowe, głos
- Michał Siciński – klarnet, klarnet basowy
- Monika Łapka – wiolonczela

## Teledysk
Zdjęcia do wideoklipu kręcono latem 2011 r. na obszarach objętych programem Natura 2000 w Kampinoskim Parku Narodowym oraz Białowieskim Parku Narodowym. Premiera odbyła się 24 października 2011 r, niepełny miesiąc przed ukazaniem się singla z piosenką. Teledysk pokazuje świat natury z perspektywy dzikich, polskich zwierząt. Postać człowieka (sama Katarzyna Nosowska) pojawia się jako postać drugoplanowa, prowadzona przez głównych bohaterów, m.in. rysia i wilka. Wszystkie ujęcia zwierząt (m.in. bobra, kumaka, susła, niedźwiedzia brunatnego, orlika, wilka, rysia i głuszca) wykonano specjalnie na potrzeby teledysku. Do nagrywania ptaków i motyli użyto kamery Phantom.